# ジム・パーカー (アメリカンフットボール)
ジム・パーカー (James Thomas Parker 1934年4月3日 - 2005年7月18日）は、ジョージア州・メイコン出身のアメリカンフットボールの元選手である。オフェンシブガードとして、1957年シーズンから1967年シーズンまでボルチモア・コルツ一筋で11年間プレーした。
パーカーは、オハイオ州立大学でカレッジフットボールをプレーした後、1957年のNFLドラフトでボルチモア・コルツから1巡目全体8番目で指名を受けて、NFL入りした。オハイオ州立大学ではランプレー主体にプレーしていたのに対し、コルツはQBジョニー・ユナイタスを中心としたパスオフェンスを展開していたが、パーカーはすぐに適応し、名パスブロッカーとして知られるようになった。
11シーズンプレーした内、8シーズンでプロボウル、9シーズンでオールプロに選ばれており、パーカーは最も偉大なオフェンスラインマンの一人として知られている。
1973年、プロフットボール殿堂入り。